# ویلوز (کالیفرنیا)
ویلوز  (به انگلیسی: Willows) شهری در شهرستان گلن ایالت کالیفرنیا است که در سرشماری سال ۲۰۱۰ میلادی، ۶۱۶۶ نفر جمعیت داشته است.